# Le Baron de Crac
Pour plus de détails, voir Fiche technique et Distribution.
Le Baron de Crac  (Baron Prášil) est un film tchécoslovaque réalisé par Karel Zeman, sorti en 1962. 
Le film est inspiré des aventures du Baron de Münchhausen.

## Synopsis
Un cosmonaute nommé Tonik fait plusieurs rencontres sur la Lune.

## Fiche technique
- Titre original : Baron Prášil
- Titre français : Le Baron de Crac
- Réalisation : Karel Zeman
- Scénario : Karel Zeman
- Pays de production :  Tchécoslovaquie
- Format : Noir et blanc - 35 mm - Mono
- Genre : aventure, comédie, fantastique
- Durée : 83 minutes
- Date de sortie : 1962

## Distribution
- Milos Kopecký : Baron de Münchhausen
- Rudolf Jelínek : Tonik
- Jana Brejchová : Princesse Bianca
- Karel Höger : Cyrano

### Revue de presse
- Jean-Elie Fovez, « Le Baron de Crac », Téléciné no 129, Paris, Fédération des Loisirs et Culture Cinématographique (FLECC), juin-juillet 1966, p. 47,  (ISSN 0049-3287)